# Marilies Flemming
Pour les articles homonymes, voir Flemming.
Marilies Flemming, née le 16 décembre 1933 à Wiener Neustadt et morte le 13 juillet 2023, est une femme politique autrichienne.
Membre du Parti populaire autrichien, elle siège au Conseil fédéral en 1990 et au Parlement européen de 1996 à 2004. Elle est aussi ministre fédérale de l'Environnement, de la Jeunesse et de la Famille de 1987 à 1991 au sein des gouvernements Vranitzky II et Vranitzky III. 